# Hister lissurus
Hister lissurus är en skalbaggsart som beskrevs av Sylvain Auguste de Marseul 1854. Hister lissurus ingår i släktet Hister och familjen stumpbaggar. Inga underarter finns listade i Catalogue of Life.